# Agathia defecta
Agathia defecta là một loài bướm đêm trong họ Geometridae.